# Móda 60. let 20. století
Módní revoluce 60. let změnila způsob, jakým se ženy oblékaly. Vše se obrátilo k mládí a tím skončila nutnost oblékat se do tvídových kostýmků. Mladí londýnští návrháři svoji ulítlou módu představili i v USA. Svobodná šedesátá léta byla velmi optimistická, energická a dynamická. Toto se odráželo v módní průmyslu všemi směry, od akčních fotografií britských módních fotografů Johna Cowana nebo Davida Baileyho, po kovové i plastové materiály, z nichž návrháři jako Michele Rosierová či Paco Rabanne vyráběli oblečení.

## Mini éra
Nová svobodná nálada se odrážela i v módě. Mladí návrháři z Velké Británie a to hlavně Mary Quantová a John Bates navrhující pro Jeana Varona, experimentovali s mladistvým vzhledem pro mladé ženy, které se nechtěly oblékat jako jejich matky. Za těchto podmínek v roce 1964 vzniká minisukně. Délka se začala pořád zkracovat až v roce 1967 skončila na stehnech. Punčochy s podvazky nebylo možné pod tak krátkými sukněmi nosit, tak výrobci vymysleli „vše v jednom“ neboli punčochové kalhoty. Starší generaci se tento styl příliš nelíbil, ale mladí nadšenci tuto módu brali jako vyjádření svobody. Sukně měla jednoduchý střih, šily se však ve výrazných barvách. I pláště sahaly po stehna a bořily tak tradiční názor, že ženy by měly svá těla zakrývat. Ikonická minisukně po sobě zanechala trvalé dědictví, k němuž se návrháři neustále vracejí i v 21. století.
Vzápětí za minisukní přišly minišaty. Tento jednoduchý kus se dal jednoduše nosit a díky áčkové linii lichotil všem postavám a velikostem. Svou jednoduchostí se snadno pomocí doplňků se minišaty upravit na formální i neformální.  Rovné linie a siluety neodváděli pozornost od doplňků a tak sladěné boty a kabelky byli jednou z možností jak celému outfitu dodat jiskru. Odvážné ženy však mohly opustit od jednobarevných šatů k extravagantnějším vzorům. Skutečné určovatelky trendů experimentovali s velmi zajímavými materiály a to například metalickým PVC nebo lesklou viskózou.

### Vzhůru do kosmického věku
Šedesátá léta byla věkem kosmických objevů, které povzbuzovaly, které povzbuzovaly představivost ohledně budoucnosti. Trend zahájila v roce 1964 kolekce Space-Age Pierra Cardina, k němuž se rychle přidali Paco Rabanne, André Courrèges a Rudi Gernreich.
K této módě patřily pokovené nebo lesklé látky a syntetické materiály - čirý i barevný  plast, PVC, vinyl nebo akryl. Jednoduché komplety geometrických tvarů s áčkovou siluetou, minisukněmi v jasných barvách se líbily především mladým.

## Pánská móda
Pánská móda v 60. letech je hodně spojovaná s hudbou (popem). Módní návrháři využívali slavné tváře, jako inspirace pro své kolekce. Skupina The Beatles je jednou z ikon této doby (ovlivnila módu celé generace). Členové Beatles nosili delší vlasy a měli sladěné obleky, tento styl si osvojili hlavně mladí muži. V 60. letech vznikalo mnoho nových obchodů s oblečením, muži si tedy mohli vybírat, a také mohli nosit styl svých oblíbených herců, zpěváků a skupin.
Po druhé světové válce byl považován za normální oděv, dvouřadý třídílný oblek, volného střihu z těžké látky. Nosila se hlavně tmavě modrá, šedá a hnědá, a jediným vzorem byl vlasový proužek.

### Fontenoyovy zvonáče a sametové proužky
Fontenoyovy zvonáče mají snížený úzký pas a rozšířené nohavice. Tento trend se rozšířil hlavně na konci 60. let. Tyto kalhoty ušil francouzský salon Fontenoy.
Oblek, který je z manšestru a z bavlněného sametu ušitý z čalounické látky, vznikl americkou firmou Hexter. K tomuto obleku patří sako a kalhoty podšité hedvábím.

### Kravaty
Italský návrhář Emilio Pucci vytvořil řady bláznivých,vzorovaných a různobarevných kravat, jelikož v nich viděl potenciál. Jeho hedvábné kravaty měly okamžitě úspěch!

### Slavný Fish
Jedná se o oblek, který vymyslel slavný britský návrhář Michael Fish. Oblek odkazuje na oděvy ze starších dob, a to svými korálkovými třásněmi.

## Módní návrháři, ikony a osobnosti

### Audrey Hepburn
Byla jedna z nejslavnějších hereček.

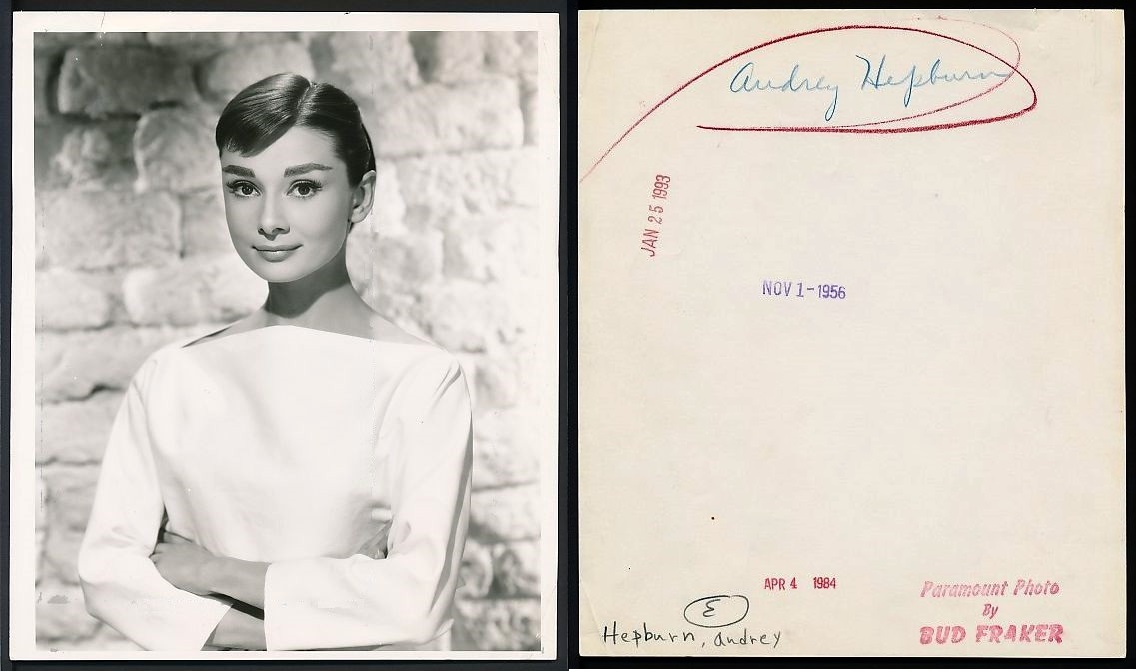
Audrey Hepburnová

Proslavil ji filmu Snídaně u Tiffanyho z roku 1961. Oslnivé, černé šaty, které měla byli navrhnuty přesně pro tento film společností Paramount.
Z muzikálu My Fair Lady z roku 1964 nafotila celou řadu dámských kostýmů a vznikla z toho malá dokumentace na šaty z této doby.
Audrey představovala nový typ krásy. Její útlý vzhled řídil vývoj módy. Dodnes zůstává nedostižným symbolem elegance, osobního šarmu, noblesy i charismatu a inteligence.
Z šedesátých let má ještě dva úspěšný filmy, Šaráda (1963) a Čekej do tmy (1967).

### Twiggy
Byla to britská modelka, herečka a zpěvačka. V šedesátých letech byla dívkou, která svojí krásou doslova hýbala Londýnem. Byla známá pro svou hubenou postavu z velkých očí, dlouhých řas a krátkých vlasů. V roce 1966 byla jmenována "Tváří roku" a byla zvolenou i Britkou roku. Od roku 1967 pracovala ve Francii, Japonsku i Spojených státech amerických a objevila se na obálkách časopisů Vogue a The Tatler. Její popularita se šířila celosvětově.

### Jacqueline Kennedyová Onassisová
Byla manželkou 35. prezidenta USA, Johna Fitzgeralda Kennedyho. V letech 1961–1963 se stala první dámou USA. V roce 1961 se JFK stal prezidentem a na jeho počest byla na státní večeři, kde měla sametové, žluté šaty z hedvábné saténu od Chez Ninon. Svým stylem oblékání určovala módní trendy.

### Mary Quantová
Byla britská módní návrhářka. Pozornost jí přitáhli především populární minisukně, i když bylo více návrhářů s tímto nápadem. Jejím typickým znakem se stalo logo s kopretinou, jako znak ženskosti. Významná byla její spolupráce s modelkou Twiggy.
Pro módu šedesátých let vymyslela důležité trendy, jako jsou: výrazné barvy, neobvyklé střihy a materiály, nápadné účesy a líčení, dobový hit krátkých kalhot zvané hot pants.
Její modely se staly ztělesněním rostoucího sebevědomí mladých žen.
V roce 1963 vyhrála Quantová první ročník ceny Dress of the Year a v roce 1966 jí byl udělen Řád britského impéria.

### Pattie Boydová
Je to anglická fotografka. Proslula jí spolupráce s módní návrhářkou Mary Quantovou. Stala se jednou z prvních modelek představujících minisukni a tím získala velkou popularitu. V roce 1964 dostala nabídku na malou  roli ve filmu Perný den o skupině Beatles, kde se seznámila s Georgem Harrisonem a toho si i v roce 1966 si ho vzala za manžela.  Kvůli  nevěrám se rozvedli. Později v roce 1979 se provdala za Erica Claptona, který byl závislý na drogách a alkoholu. Jeho náhlé nemanželské dítě vedlo k rozchodu a Pattie skončila sama, bezdětná. Dnes je úspěšnou fotografkou. Její nejznámější snímky pocházejí z období jejího života s Beatles a s Ericem Claptonem.

### Françoise Hardyová
Je francouzská zpěvačka. V roce 1962 nahrála svůj první singl Tous les garçons et les filles, kterého se prodalo 700 000 kusů. Píseň poté zazněla v řadě filmů. V roce 1963 reprezentovala Monako na soutěži Eurovision Song Contest se skladbou L'amour s'en va a skončila na pátém místě. Ve stejném roce získala za své debutové album cenu Grand Prix du disque. S anglicky nazpívanou písní All Over The World získala v roce 1965 16. místo na UK Singles Chart. Měla ještě spoustu dalších skladeb z šedesátých letech, které jsou pro ní typické. Také hrála ve filmu Zámek ve Švédsku v 1 roce 1963. Menší role měla i ve filmech Co je nového, kočičko? (1965), Grand Prix (1966) a Mužský rod, ženský rod (1966).